# Décocheur
Le décocheur, en tir à l'arc sportif, est un système permettant de relâcher la corde de l'arc et donc une flèche. 
Le système de décoche, ou décocheur, est utilisé sur les arcs à poulies. Ce dispositif permet ainsi d'obtenir une régularité plus élevée dans la précision des tirs, d'où son utilisation en tir sportif.  

## Historique
Anciennement remplacé par des systèmes de décoche rigide (ou d'aide à la décoche), comme la bague de pouce (Asie) ou le doigtier d'archer (Rome antique), le décocheur est apparu dans les années 1960. Il fait suite à l'invention de l'arc à poulies par l'américain Holless Wilbur Allen.

## Les différents types de décocheurs
Il existe trois principaux types de décocheurs : les décocheurs à l'index, au pouce et à rotation,.  

### Décocheur à l'index

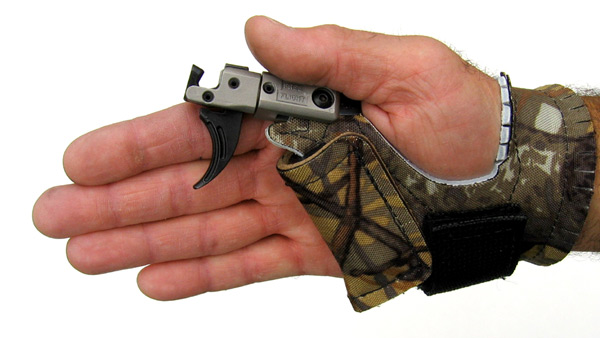
Décocheur à l'index

Ce type de décocheur est rattaché au poignet par un type de bracelet. Il peut être de type Buckle, qui se règle par des trous à la manière d'une ceinture, de type Scratch, qui se règle avec un velcro, ou bien avec un système Boa, utilisant une molette de serrage.
Le système de déclenchement se fait grâce à la pression de l'index sur une queue de détente. Son utilisation concerne essentiellement le loisir et notamment la chasse à l'arc. En effet, son système de bracelet lui permet de rester attaché au poignet en permanence et ainsi évite toute perte.

### Décocheur au pouce

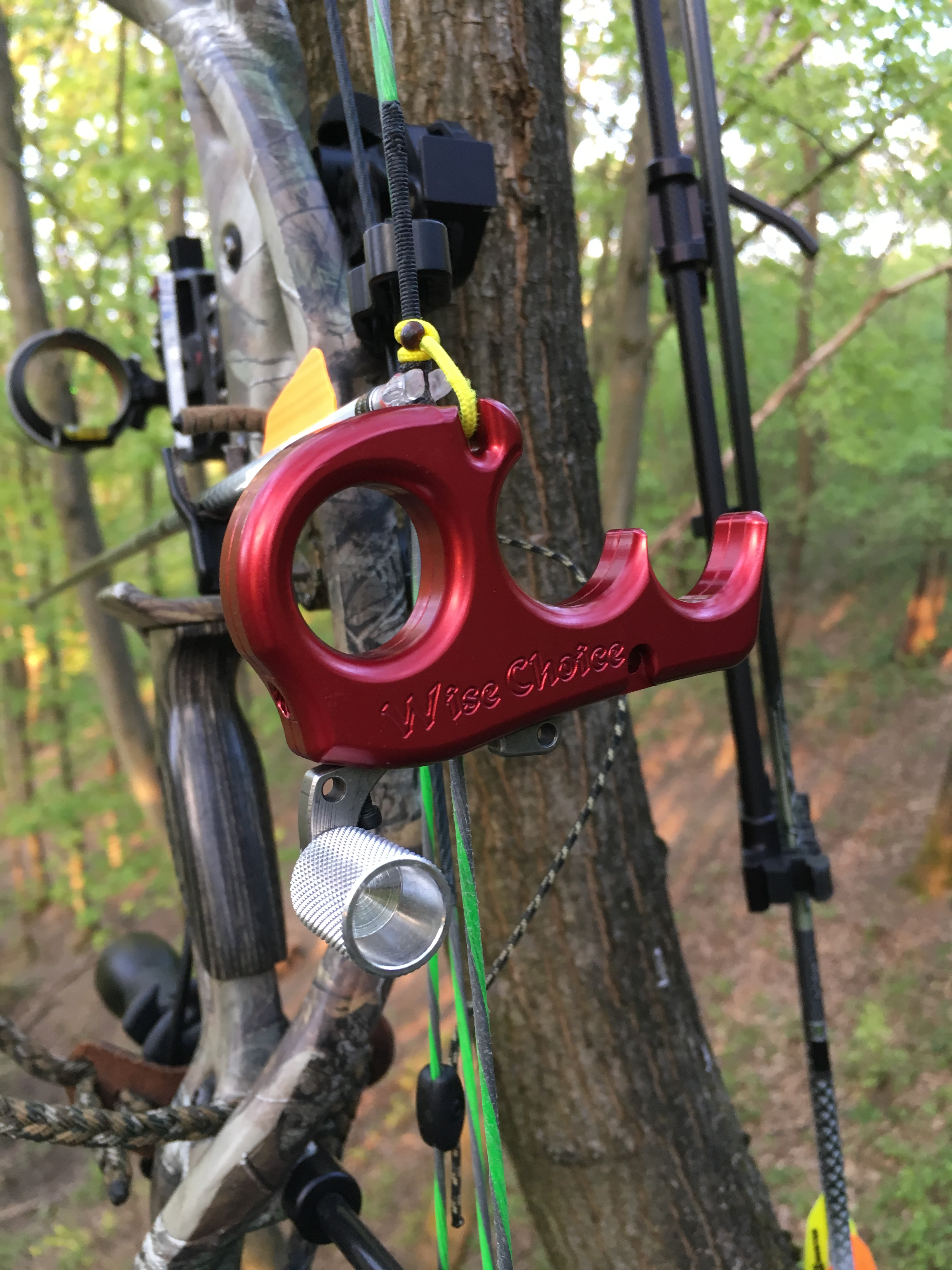
Décocheur au pouce

Le décocheur au pouce est utilisé dans le tir de précision. Ce décocheur est généralement tenu entre trois doigts de l'archer, le pouce activant la queue de détente.
Ce système de décoche est le plus coûteux car son mécanisme est nettement plus complexe et les pièces utilisées sont de plus haute qualité. Il s'agit d'un outil réputé pour sa fiabilité et ses performances.

### Déclencheur à rotation
Le déclencheur à rotation, ou back tension, est utilisé en tir sportif en tant que décocheur d'entraînement, bien qu'il soit de plus en plus utilisé en compétition. Il est essentiellement utilisé sur des arcs à poulies.
La décoche se fait grâce à une rotation de la main en utilisant les muscles du dos et le coude.